# 佐納利諾耶區

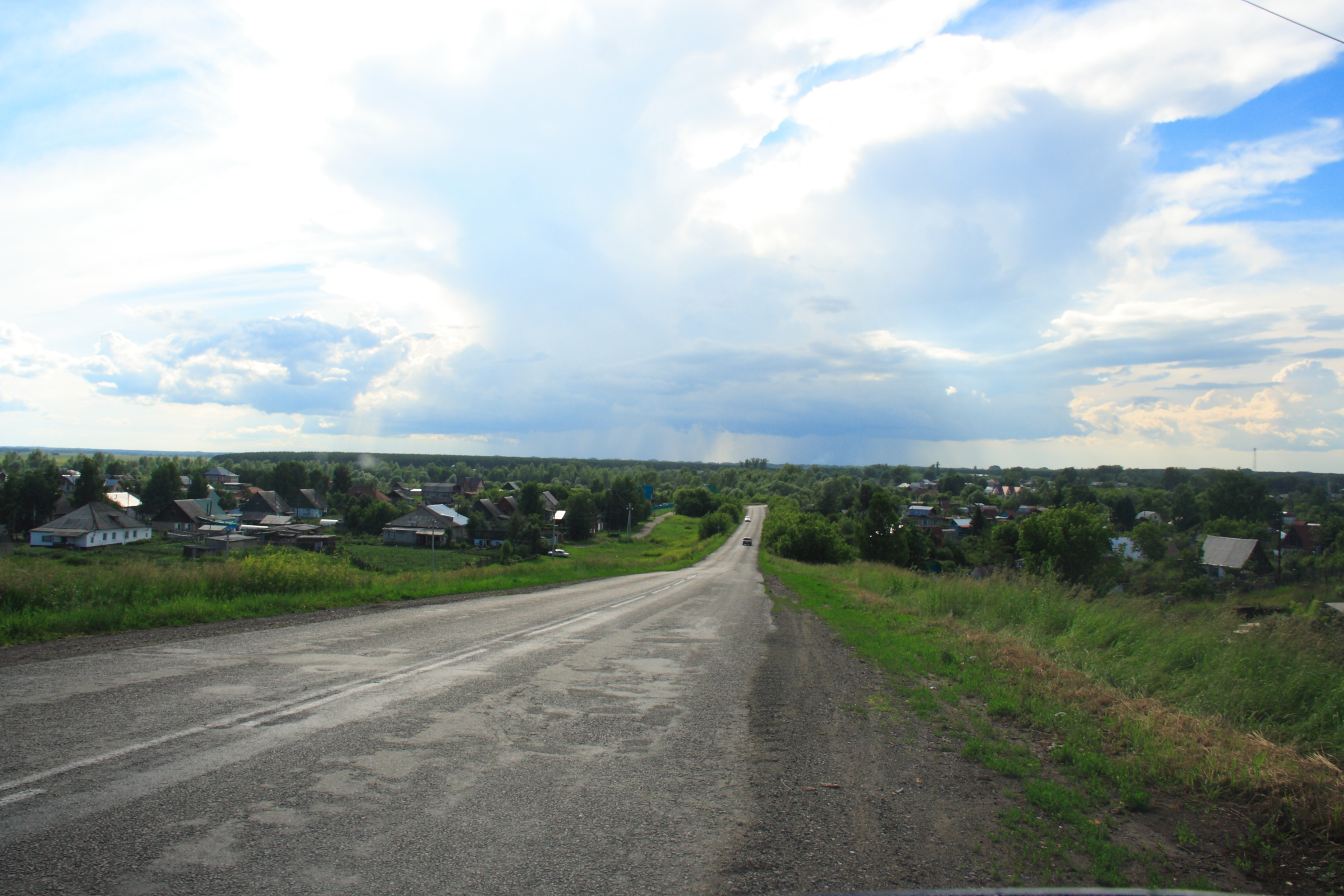

52°40′N 84°57′E / 52.667°N 84.950°E
佐納利諾耶區（俄语：Зональный район），是俄羅斯的一個區，位於該國南部，由阿爾泰邊疆區負責管轄，面積1,717平方公里，2010年該區人口19,676，人口密度每平方公里11.46人。